# كين مكارثر
كين مكارثر (بالإنجليزية: Ken McArthur)‏ هو ضابط شرطة جنوب أفريقي، ولد في 10 فبراير 1881 في Dervock ‏ في المملكة المتحدة، وتوفي في 13 يونيو 1960 في بوتشيفستروم في جنوب أفريقيا.

## وصلات خارجية
- كين مكارثر على موقع اللجنة الأولمبية الدولية (الإنجليزية)
- كين مكارثر على موقع أوليمبيديا (الإنجليزية)